# Janusz Kupcewicz
Janusz Bogdan Kupcewicz (Gdansk, 9 de diciembre de 1955-ibídem, 4 de julio de 2022) fue un político, jugador y entrenador de fútbol polaco. En su etapa como jugador profesional se desempeñaba como defensa o centrocampista.
En su trayectoria política, como miembro de Plataforma Cívica se postuló sin éxito en la lista del partido al ayuntamiento de Gdynia en 2006 y al Sejm en 2007. Luego, por el Partido Campesino Polaco se postuló sin éxito para la Asamblea Regional de Pomerania en 2010 y para el Sejm en 2011, y en 2014 fue elegido concejal del sejmik. En 2015 y 2019 volvió a postularse para el Sejm. 
Falleció el 4 de julio de 2022 a los 66 años como consecuencia de un derrame cerebral.

## Selección nacional
Fue internacional con la selección de fútbol de Polonia en 20 ocasiones y convirtió 5 goles. Formó parte de la selección que obtuvo el tercer lugar en la Copa del Mundo de 1982, anotando un gol en el partido por el tercer puesto, que terminó en victoria ante Francia por 3-2.

### Participaciones en la Copa del Mundo
| Mundial                        | Sede      | Resultado    | Partidos | Goles |
| ------------------------------ | --------- | ------------ | -------- | ----- |
| Copa Mundial de Fútbol de 1978 | Argentina | Segunda fase | 0        | 0     |
| Copa Mundial de Fútbol de 1982 | España    | Tercer lugar | 5        | 1     |

## Equipos

### Como jugador
| Equipo           | País    | Año       |
| ---------------- | ------- | --------- |
| Arka Gdynia      | Polonia | 1974-1982 |
| Lech Poznań      | Polonia | 1982-1983 |
| AS Saint-Étienne | Francia | 1983-1985 |
| AE Larisa        | Grecia  | 1985-1986 |
| Lechia Gdańsk    | Polonia | 1986-1988 |
| Adanaspor        | Turquía | 1988-1989 |

### Como entrenador
| Equipo                                | País    | Año       |
| ------------------------------------- | ------- | --------- |
| Selección nacional de fútbol sala     | Polonia | 1993-1994 |
| Lechia Gdańsk                         | Polonia | 1995      |
| Radunia Stężyca                       | Polonia | ¿-?       |
| Selección nacional sub-21 (asistente) | Polonia | 1999-2001 |
| Cartusia Kartuzy                      | Polonia | ¿-?       |

## Palmarés

### Campeonatos nacionales
| Título          | Equipo      | País    | Año  |
| --------------- | ----------- | ------- | ---- |
| Copa de Polonia | Arka Gdynia | Polonia | 1979 |
| Ekstraklasa     | Lech Poznań | Polonia | 1983 |